# Amberian Dawn
Gli Amberian Dawn sono un gruppo musicale symphonic power metal finlandese, fondato nel 2006 dal chitarrista e tastierista Tuomas Seppälä dalle ceneri della band metal neo-classico Atheme Uno, precedentemente chiamata Virtuocity.

## Storia

### Esordi eRiver of Tuoni(2006-2008)
Tutti i membri della band nascono con già alle spalle una lunga storia come musicisti e hanno fatto parte di diversi gruppi. Tuomas Seppälä (tastiera), Heikki Saari (batteria), Peter James Goodman (voce) e Tommi Kuri (basso) sono stati componenti della band Virtuocity, sciolta nel momento in cui hanno iniziato a lavorare sulle canzoni di Tuomas (che nel frattempo si era dedicato allo studio della chitarra abbandonando la tastiera). A questo progetto hanno anche aderito Sampo Seppälä (chitarra) e Tom Sagar (tastiere) dando vita agli Atheme Uno. Heikki Saari, invece, intraprese una nuova carriera con la band Norther e venne così sostituito da un altro giovane batterista: Joonas Pykälä-Aho (che aveva esordito nei Thaurorod e nei Lathspell).
Durante l'estate 2006 Tuomas e Tommi si misero alla ricerca di una voce femminile e dopo qualche settimana si imbatterono nella voce classica di Heidi Parviainen (allora appartenente alla band Iconofear). Dopo la registrazione di alcune demo Heidi divenne parte integrante del gruppo e nacquero gli Amberian Dawn.
Successivamente per motivi personali Sampo Seppälä decise di lasciare la band e venne così sostituito dal potente chitarrista Kasperi Heikkinen (che aveva esordito nei Guardians of Marking, nei Merging Flare e negli Iconofear).
Nel 2006 il gruppo iniziò a suonare le canzoni di Heidi e incise la prima demo contenente le canzoni River of Tuoni ed Evil Inside Me, mentre a gennaio 2008 viene pubblicato il disco di debutto, River of Tuoni. Dall'album viene resa disponibile per l'ascolto su MySpace la traccia Valkyries dieci giorni prima della pubblicazione dell'album e viene girato un videoclip per la title track River of Tuoni, pubblicato a maggio.
A febbraio partecipano alla seconda giornata della quarta edizione del Finnish Metal Expo (16 febbraio), assieme a Kiuas, Stam1na, Norther, Korpiklaani e Soilwork. A marzo aprono alla data finlandese del tour degli Evergrey a Tampere. A giugno River of Tuoni viene pubblicato nel resto dell'Europa al di fuori della Finlandia dalla Ascendance Records.
Pochi mesi dopo la pubblicazione dell'album di debutto e il termine del tour europeo di supporto agli Epica (un terzo delle date ha dato il tutto esaurito), la band si mette al lavoro su nuovi brani verso la fine del periodo estivo. Nel gruppo avvengono anche dei cambi di formazione: il tastierista Tom Sagar lascia e Tuomas Seppälä diventa ufficialmente membro della band, sia in studio che dal vivo (aveva già suonato le parti di tastiera sull'album River of Tuoni) ed Emil Pohjalainen (Emppu), membro dei Thaururod, diventa il nuovo chitarrista. Immagini del tour vengono inserite nel video di My Only Star, pubblicato a gennaio.

### The Clouds of Northland Thundere il tour con gli Epica (2008-2009)
Nel 2009 esce il secondo album, The Clouds of Northland Thunder, e vengono scelti come principale band di supporto agli Epica nel loro tour europeo assieme ai Sons of Seasons. A giugno partecipano allo Sweden Rock Festival e alla settima edizione del Metal Female Voices Fest.

### Cambio di etichetta eEnd of Eden(2009-2010)
A novembre 2009 la band informa di essere al lavoro sul terzo album e che sarà "più diverso, veloce e oscuro dei precedenti". Nel disco ci saranno anche una pièce di musica classica e degli ospiti. A febbraio 2010 viene annunciato il primo ospite, Markus Nieminen, cantante finlandese d'opera che ha precedentemente collaborato con Vienna State Opera, Hamburg State Opera e Sempreoper di Dresda e a maggio viene annunciato Jens Johansson, tastierista degli Stratovarius, come secondo ospite.
Il chitarrista Kasperi Heikkinen sostituisce per alcune date di fine marzo Henjo Richter dei Gamma Ray, a causa di un distaccamento della retina.
A luglio la band firma un contratto con l'etichetta discografica finlandese Spinefarm Records per la pubblicazione del terzo album, dal nome End of Eden, previsto per il 20 ottobre 2010, la cui tracklist viene pubblicata verso la fine di agosto, assieme al primo singolo dell'album, Arctica, pubblicato su MySpace.

### Capri e Re-Evolution
Fine 2012 la band annuncia che Heidi Parviainen, Heikki Saari e Kasperi Heikkinen lasciano la band e al loro posto entrano Capri, Joonas Pykälä-Aho ed Emil Pohjalainen. La band annuncia la realizzazione di un album, uscito il 17 giugno 2013, contenente le canzoni degli Amberian Dawn più conosciute con questa nuova formazione.
Tra il 2014 e il 2017 escono Magic Forest, Innuendo e Darkness of Eternity.

## Stile e influenze
La loro musica è melodica e drammatica con una voce femminile classica tipica dello stile sinfonico. Come base per i testi prendono il Kalevala e la mitologia nordica come riferimenti.
La ex-cantante Heidi Parviainen, compositrice di tutti i testi, ha dichiarato in un'intervista:
(Heidi Parviainen)

## Formazione

### Formazione attuale
- Päivi "Capri" Virkkunen – voce (2012-presente)
- Tuomas Seppälä – chitarra (2006-presente) e tastiere (2006, 2008-presente)
- Joonas Pykälä-Aho – batteria (2006-presente)
- Emil Pohjalainen (Emppu) – chitarra (2008-presente)
- Kimmo Korhonen – chitarra (2012-presente)

### Ex componenti
- Heidi Parviainen – voce (2006-2012)
- Kasperi Heikkinen – chitarra elettrica (2007-2012)
- Heikki Saari – batteria (2006-2008, 2011-2012)
- Sampo Seppälä – chitarra (2006)
- Tom Sagar – tastiere (2006-2008)
- Tommi Kuri – basso (2006-2010)
- Jukka Koskinen – basso (2010-2013)
- Peter James Goodman – voce (2006)

## Discografia
Album in studio
- 2008 – River of Tuoni
- 2009 – The Clouds of Northland Thunder
- 2010 – End of Eden
- 2012 – Circus Black
- 2013 – Re-Evolution
- 2014 – Magic Forest
- 2015 – Innuendo
- 2017 – Darkness of Eternity
- 2020 – Looking for You

Singoli
- 2009 – He Sleeps in a Grove
- 2010 – Arctica
- 2012 – Cold Kiss
- 2013 – Kokko - Eagle of Fire

Demo
- 2006 – Amberian Dawn